# 女子拳击

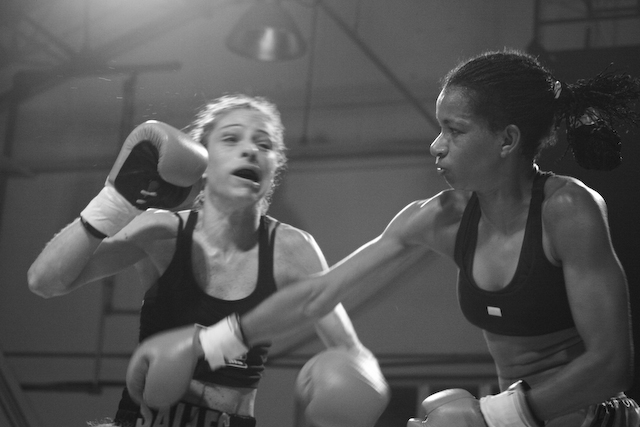
女子拳擊比賽

女子拳擊，是由女性參與的拳擊運動競賽。相較於自古便有的男子拳擊運動，女子拳擊發展較晚。

## 歷史
1720年代，英國倫敦即有發展女子拳擊運動的傳言。1876年，在美國舉行的一場女子拳擊比賽，是最早的女子拳擊比賽記錄。
1904年的聖路易奧運會中，女子拳擊被列入表演賽。，不過往後的數十年裡，由於許多國家發佈禁令，女子拳擊運動的發展因而停頓下來，直到1950年代才逐漸恢復。
1975年，美國內華達州率先給予女子拳擊運動員資格認定。1993年，美國拳擊協會正式認定女子拳擊運動員，開啟女子拳擊的時代。
1990年，女子國際拳擊聯盟（WIBF）創立。2001年，國際拳擊協會在美國創辦首屆女子世界拳擊錦標賽。2009年8月14日，国际奥委会主席罗格在柏林宣布，女子拳击项目将成为2012年伦敦奥运会正式比赛项目。

## 世界性組織
- 世界職業拳擊聯合會（WPBF）
- 國際女子拳擊聯盟（IWBF）
- 女子國際拳擊協會（WIBA）
- 國際女子拳擊選手協會（IFBA）
- 女子國際拳擊聯盟（WIBF）
- 女子國際拳擊評議會（WIBC）
- 國際拳擊協會（IBA）

## 女子拳擊的分級
和男子拳擊一樣，女子拳擊比賽也按照參賽者的體重來分組。現時女子拳擊比賽可分為以下13個級別：
| 階級名稱                 | 體重（公斤） |
| ------------------------ | ------------ |
| 重量級（Heavy）          | 80－86       |
| 輕重量級（Light Heavy）  | 75－80       |
| 中量級（Middle）         | 70－75       |
| 輕中量級（Light Middle） | 66－70       |
| 沉量級（Welter）         | 63－66       |
| 輕沉量級（Light Welter） | 60－63       |
| 輕量級（Light）          | 57－60       |
| 羽量級（Feather）        | 54－57       |
| 雛量級（Bantam）         | 52－54       |
| 輕雛量級（Light Bantam） | 50－52       |
| 蠅量級（Fly）            | 48－50       |
| 輕蠅量級（Light fly）    | 46－48       |
| 別針級（Pin）            | 46           |

## 外部連結
- 世界职业拳击联合会
- Boxing news
- 拳击新闻
- USA Boxing（页面存档备份，存于）